# Eleanor Bron
Eleanor Bron, född 14 mars 1938 i Stanmore i Harrow i London, är en brittisk skådespelare och författare. Hon har medverkat i många uppmärksammade filmer, och har även varit flitig gästskådespelare i brittiska TV-serier.
En av sina tidigaste filmroller gjorde hon i The Beatles Hjälp! 1965. Hon inspirerade The Beatles att skriva låten "Eleanor Rigby".

## Filmografi, urval
- 1965 – Hjälp!
- 1966 – Fallet Alfie
- 1967 – Två på väg
- 1969 – När kvinnor älskar
- 1986 – En sköldpaddas dagbok
- 1987 – Lilla Dorrit
- 1995 – Den lilla prinsessan
- 2000 – Glädjens hus
- 2001 – Iris
- 2002 – The Heart of Me
- 2004 – Wimbledon
- 2012 – Hyde Park on Hudson